# Jaime Senseve
Jaime Senseve (1750-1805) fue un naturalista y farmacéutico de ascendencia española.

## Biografía
Participó en la Real Expedición Botánica a Nueva España, acompañando a Sessé en las primeras exploraciones en la tarea de herborización de plantas mexicanas. Pero Sessé, director de la expedición, observó en él una falta de conocimientos para realizar esa tarea y lo destituyó por José Mariano Mociño y José Maldonado, enviándole a la ciudad para dedicarse a la disección de especímenes. No obstante, fue restituido por el rey en su cargo de botánico. Así, participó en la exploración por el Caribe y Cuba, y viajó con Sessé a España a través de La Habana para el traslado del material recogido.